# 福克芒廷-利特爾羅克克里克鎮區
福克芒廷-利特爾羅克克里克鎮區（英語：Fork Mountain-Little Rock Creek Township）是位於美國北卡羅萊納州米切爾縣的一個鎮區。

## 地方資料
福克芒廷-利特爾羅克克里克鎮區的面積為44.02平方千米，皆為陸地。根據2020年美國人口普查的數據，當地共有人口484人，而人口密度為每平方千米11人。